# Hänsch-Arena
L'Hänsch-Arena è uno stadio di calcio situato a Meppen, in Germania. Inaugurato nel 1923 e rimodernato più volte, ha una capacità di 13 696 spettatori ed  è utilizzato dalla prima squadra del Meppen maschile e di quella del Meppen femminile.